# Jelena Vajtsechovskaja
Jelena Vajtsechovskaja (ryska: Елена Сергеевна Вайцеховская), född den 1 mars 1958 i Lviv, är en sovjetisk simhoppare.
Hon tog OS-guld i höga hopp i samband med de olympiska simhoppstävlingarna 1976 i Montréal.